# イグナシー・ドメイコ
イグナシー・ドメイコ（Ignacy Domeyko または Domejko、スペイン語名：Ignacio Domeyko、ベラルーシ表記：Ігнат Дамейка、リトアニア名：Ignotas Domeika、1802年7月31日 – 1889年1月22日）は、19世紀のポーランド、リトアニア系の地質学者、鉱物学者で、チリで地理学、地質学、鉱物学を研究した。

## 人物
当時ロシア帝国（現ベラルーシ）のニャスヴィシュに生まれ、その後現在はヴィルナ帝国大学で学んだ。学生時代にポーランドの文化運動や独立運動に加わって何度か投獄され、1830年11月の反乱に参加したために1831年に亡命を余儀なくされ、ドイツを経由してフランスに逃れ、フランスでパリ鉱山学校で工学の学位をとった。1838年チリに移住し、1849年にチリの市民権を得た。1884年にヨーロッパにヤギェウォ大学から名誉教授職をえるためなどに4年間訪れるまでチリに留まった。コキンボ の鉱山学校、後のチリ大学 (University of Chile) の鉱山学の教授を務め、1867年から1883年の間の16年間にわたってチリ大学の学長を務めた。1889年にサンティアゴで没し、同地のサンティアゴ総合墓地に埋葬された。
鉱物学、鉱山技術、いくつかの新鉱物の研究のほか、原住民の社会的権利を提唱し、気象学、民族学の分野でも貢献した。
鉱物の砒銅鉱 (domeykite) や、古生物の分野で Nautilus domeykus、Domeykosaurus、Amonites domeykanus にドメイコの名が命名された。小惑星 (2784) Domeykoに命名され、アンデスのドメイコ山、チリの町の名前にも命名された。
2002年に誕生200年を記念して、国際連合教育科学文化機関 (UNESCO) がイグナシー・ドメイコ年とし、記念イベントが開かれ、チリとポーランド両国の共同で誕生200年の記念切手が発行された。